# Aeródromo de Mollendo
El Aeródromo de Mollendo (OACI: SPDO) es una aeródromo peruano ubicado en Mollendo en el departamento de Arequipa.
La pista tiene un tamaño de 1400x18 m y la superficie de la pista está compuesta de terreno natural mejorado con grava. Tiene capacidad para recibir hasta avionetas de 15 000 lbs. El administrador del aeródromo es la Municipalidad Distrital de Islay.